# Steve Sabor

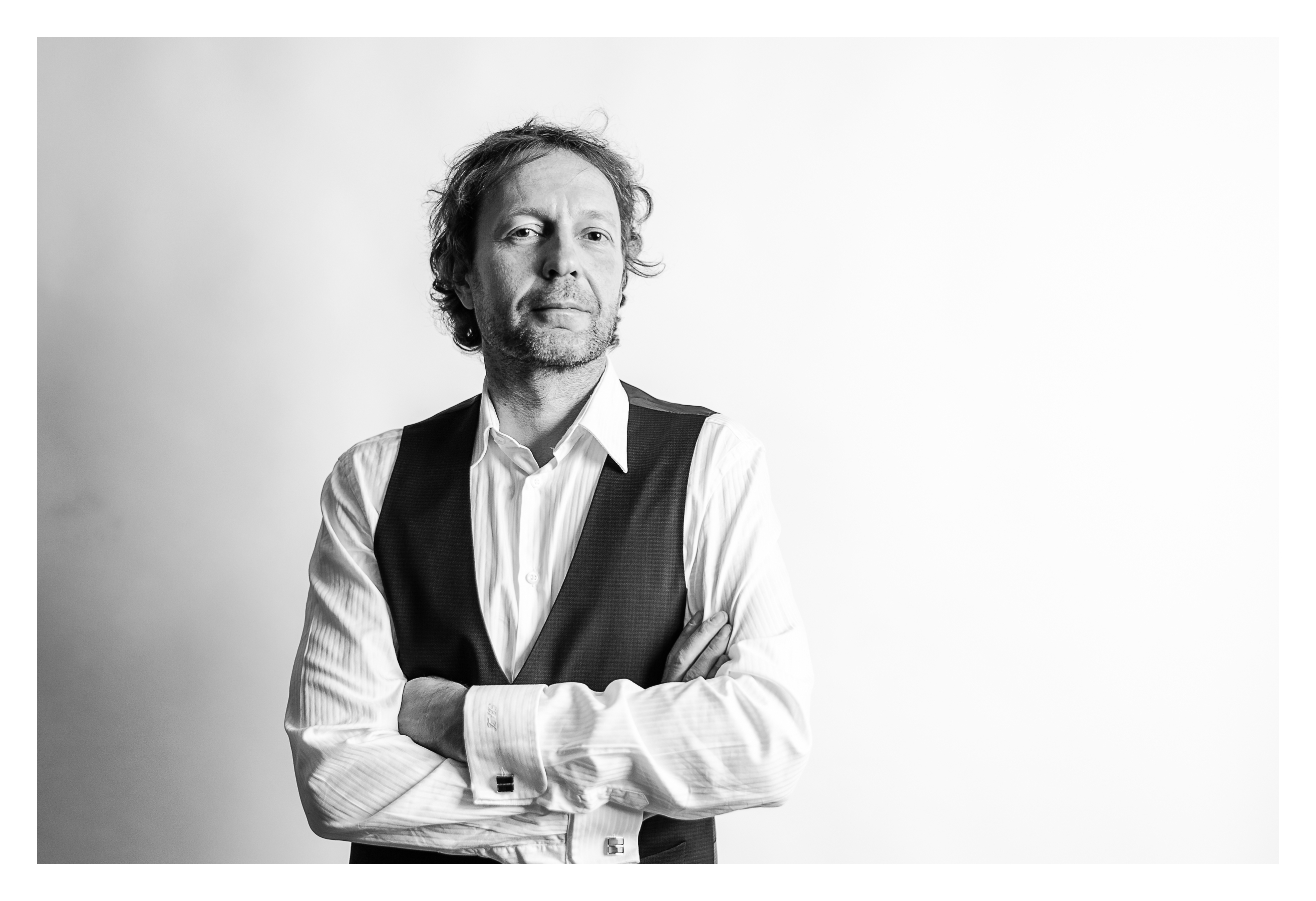
Steve Sabor - Foto Thomas Richert

Steve Sabor (* 1965 in Cottbus) ist ein deutscher Dichter und Kulturwissenschaftler. Er ist Mitbegründer der Künstlergruppe Nachtlabor.

## Leben
Steve Sabor wuchs in Cottbus auf. Mit 14 Jahren beschäftigte er sich mit dem Dichter Hermann Hesse, mit 17 las er Schopenhauer und Nietzsche. Im Sommer 1983 machte er Abitur in Cottbus. Es folgten Erntejobs, bevor er im November 1983 zum Wehrdienst auf einem Feldflugplatz in der Nationalen Volksarmee der DDR einberufen wird. Nach dem Ende der Armeezeit begann er ein Studium an der Friedrich-Schiller-Universität Jena, welches er abbrach. Zurück in Cottbus hielt er sich mit Aushilfsjobs über Wasser und wurde in der Subkultur der DDR aktiv.
Nach der Wende von 1989 absolvierte er ein Studium der Kulturwissenschaft und arbeitete als Klubleiter, Gastwirt und Manager der Cottbuser Band SANDOW und Sozialwissenschaftler.
Ab Mitte der 1990er Jahre wurden seine Texte u. a. in den Zeitschriften HERMANN, Minotaurus, Härter, Gegenwind, S.U.B.H., junge welt, herzgalopp, Sterz, DUM, Der Mongole wartet, PhoBi, Holunderground - und Anthologien (Kaltlandbeat - Neue deutsche Szene) veröffentlicht.
Seit 1998 gibt es eine jährliche Buchproduktion in Kooperationen mit befreundeten Künstlern wie Hans Scheuerecker, Mona Höke, Chris Hinze oder Thomas Richert. Meist Gedichte in edler Mini-Auflage, die als Kunstobjekt Liebhaber erfreuen. Der im Jahr 2000 erschienene Grafik-Textband „Ambivalenz“ wird durch die Stiftung Buchkunst in der Ausstellung „Schönste deutsche Bücher 2001“ ausgezeichnet.
Neben den Gedichtbänden entstanden Kurzgeschichten und ein Roman.
Sabor ist Mitglied der VG Wort, regelmäßig werden seine Werke bei den „Tagen des offenen Brandenburgischen Buches“, auf der Messe „Schöne Bücher aus Brandenburg“ und während der „Loose Art“ der Kunstpreisträgerin 2019 des Landes Brandenburg, Christiane Wartenberg, präsentiert.
Steve Sabor lebt in Cottbus.

## Publikationen
- Zeitraffer. Radix Verlag, Berlin 1998, ISBN 3-929028-06-9.
- Wir sind, was wir werden wollten. 1999, ISBN 3-932325-95-8.
- Ambivalenz. Eigenverlag, 2000, DNB 1066935696.
- Die Einrichter. Roman. Privatdruck 2001, DNB 1096781832.
- Die Fünf Minuten. (= Trilogie „Jahresring“. Band I). 2002, (ohne ISBN)
- Zwischenstand II. (= Trilogie „Jahresring“. Band II). 2003, ISBN 3-9809347-0-5.
- Labor 04 – Ausnahmezustand (= Trilogie „Jahresring“. Band III). 2004, (ohne ISBN)
- Rot glüht der Himmel Rot. 1. Auflage. Verlag edition nachtlabor, 2005, ISBN 3-9809347-4-8.
- Auftrag Himmelssturm. Gedichte. Edition Nachtlabor, 2006, ISBN 3-9809347-3-X.
- Erster Schlag. Edition Nachtlabor, 2007, ISBN 978-3-9809347-1-8.
- Für unterwegs & Tage, die ohnehin vertrödelt sind. Kurzgeschichten. Der Fabrik Verlag, 2008, ISBN 978-3-00-025082-8.
- sechsundsechzig. Gedichte. Edition Nachtlabor 2008, ISBN 978-3-9811800-2-2.
- Versprengtes Zwischendurch – Gedichte Null Acht Null Neun. Gedichte. Edition Nachtlabor 2009, (ohne ISBN)
- Aus Nebeln – Gedichte Zwanzig Zehn. Gedichte. Edition Nachtlabor 2010, (ohne ISBN)
- Ambivalenzen Zwei. Der Fabrik Verlag, 2011, ISBN 978-3-00-032214-3.
- Schattengewächse / tiefdunkelroter Nacht / klammerndheimlich. Gedichte. Der Fabrik Verlag, 2012, ISBN 978-3-8448-9284-0.
- Odessa oder wenigstens Döbeln-Ost. Gedichte. Der Fabrik Verlag, 2014, ISBN 978-3-9815578-4-8.
- Nie & Immer. Gedichte. Der Fabrik Verlag, 2015, ISBN 978-3-9815578-6-2.
- Spielgefährten. Kurzgeschichten, Der Fabrik Verlag, 2016, ISBN 978-3-9818069-2-2.
- Tanzstunden mitternachts. Gedichte. Der Fabrik Verlag, 2017, ISBN 978-3-9818069-3-9.
- Ernten Erschüttern Verstummen. Gedichte. Der Fabrik Verlag, 2018, ISBN 978-3-9818069-4-6.
- Die Ebene unserer Zweifel. Gedichte. Der Fabrik Verlag, 2019 (ohne ISBN)
- Neuenwalde – Eine Bildungsgeschichte. Roman. Der Fabrik Verlag, 2020 (ohne ISBN)
- SPUREN – Hans Scheuerecker in Cottbus. Foto-Gedicht-Band. Der Fabrik Verlag, 2021 (ohne ISBN)